# Provinz Rikuzen

Provinz Rikuzen (rot)

Rikuzen (jap. 陸前国, Rikuzen no kuni, dt. „Vorder-Mutsu“) war eine Provinz Japans während der frühen Meiji-Zeit.
Ihr Gebiet entsprach in etwa dem der heutigen Präfektur Miyagi, ohne den Süden Miyagis mit den Landkreisen Watari-gun, Igu-gun und Katta-gun, sowie den Städten Kakuda und Shiroishi. Des Weiteren umfasste es den Südosten der Präfektur Iwate mit dem Landkreis Kesen-gun, den Städten Rikuzentakata, Ōfunato und dem Südteil von Kamaishi.
Bei der Volkszählung 1872 wurden für Rikuzen 534.609 Einwohner gezählt.

## Geschichte
Am 19. Januar 1869 (Meiji 1/12/7) wurden von der Provinz Mutsu die Provinzen Rikuzen, Iwashiro, Iwaki und Rikuchū (dt. „Mittel-Mutsu“) abgetrennt.

## Lehen
In Rikuzen befanden sich folgende Lehen (han):
- Sendai (仙台藩; 1600–1871)
  - Iwanuma (岩沼藩; 1660–1681)

## Landkreise
In Rikuzen befanden sich folgende Landkreise (gun):
- Kesen-gun (気仙郡)
- Motoyoshi-gun (本吉郡)
- Tome-gun (登米郡)
- Kurihara-gun (栗原郡)
- Tamatsukuri-gun (玉造郡)
- Oshika-gun (牡鹿郡)
- Monou-gun (桃生郡)
- Tōda-gun (遠田郡)
- Shida-gun (志田郡)
- Kami-gun (加美郡)
- Kurokawa-gun (黒川郡)
- Miyagi-gun (宮城郡)
- Natori-gun (名取郡)
- Shibata-gun (柴田郡)